# Бекчурин, Мирсалих Мирсалимович
Бекчурин Мирсалих Мирсалимович (встречаются вариации написания фамилии — Бикчурин, Биксурин, отчества — Мурсалимович, баш. Биксурин Мирсәлих Мөрсәлим улы, тат. Бикчу́рин Мирсалих Мирсәлим улы, 1819 или 1820—1903, Оренбург) — учёный-лингвист, переводчик, публицист, педагог, фольклорист.

## Биография
Относительно времени и места рождения М. М. Бекчурина нет единого мнения. А. З. Асфандияров сообщает, что Бекчурин родился в 1820 году в Стерлибашево Стерлитамакского уезда Оренбургской губернии в семье «безземельного башкира Мурсалима». Р. З. Шакуров указывает на 1819 или 1820 г., а в качестве места рождения Бекчурина полагает Оренбург, подчеркивая дворянское происхождение Бекчурина. На высокое социальное происхождение указывают и некоторые другие исследователи. Так, А. Х. Вильданов и Г. С. Кунафин указывают на то, что Бекчурин родился в 1819 году в семье разорившегося дворянина, Д. Н. Денисов указывает, что Бекчурин родился в 1820 году в семье обер-офицера из касимовских татар, Х. Ю. Миннегулов указывает на то, что Бекчурин происходит из семьи мурзы. В потомственном дворянстве М. М. Бекчурин вместе со своей семьей был утвержден в ноябре 1868 года (записан в 3-ю часть дворянской родословной книги). И. Р. Габдуллин относит его к представителям татарского дворянства, А. Я. Ильясова к представителям башкирского дворянства.
Имеются сведения, что М. М. Бекчурин обучался в медресе с. Стерлибашево.
В 1838 году Мирсалих заканчивает Оренбургское Неплюевское военное училище, получив начальный чин коллежского регистратора.
В апреле 1841 года М. М. Бекчурин был командирован в Неплюевское военное училище для того, чтобы во время отсутствия учителя вести обучение арабскому, татарскому и персидскому языкам в Азиатском отделении. С этого началась его педагогическая карьера. До 1878 года он с небольшими перерывами служит учителем восточных языков в этом училище (в 1844 году переименовано в Оренбургский Неплюевский кадетский корпус, в 1866 году — в Оренбургскую военную гимназию). Работает он и в других учебных заведениях — в школе для «киргизских» детей при Оренбургской пограничной комиссии (1860—1869 гг.), 4-м Оренбургском военном училище (1867—1870 гг.), где преподает тюрки, арабский, персидский, а также татарский языки.
В этот же период, 13 ноября 1847 года, он женится. Его женой становится дочь коллежского секретаря Биби-Гарифа Мухаммедшафиговна Ахмерова. В этом браке родилось 8 детей: сыновья Мир-Юсуф,Мир-Абубекр, Мир-Махмуд, Мир-Якуб и дочери Зулейха, Хадича, Фатима, Зухра.
В 60-х годах XIX века М. М. Бекчурин в качестве переводчика участвует в походах российской армии в Среднюю Азию. В действующей армии он находится с 10 августа по 30 октября 1865 года и с 11 июля по 30 ноября 1866 года. М. М. Бекчурин состоял переводчиком при командующем
войсками Оренбургского военного округа Н. А. Крыжановском. В качестве военного переводчика он вел дипломатические переговоры со среднеазиатскими властями. Довелось ему поучаствовать и в боевых действиях. Он участвовал в осаде и штурме крепостей Ура-тюбе и Джизак. Также, участвуя в разведке, он обнаружил в одном из ущелий предгорий Тянь-Шаня пороховые заводы и склады противника, которые были в результате уничтожены.
Выступал М. М. Бекчурин в качестве переводчика и в мирное время. В 1867—1868 годах он сопровождал в качестве главного переводчика депутацию жителей Туркестанской области к императорскому двору. Также, в 1881 году он сопровождает в Санкт-Петербург депутацию казахов Тургайской и Уральской областей для поздравления по случаю восшествия на престол Александра III.
Научная деятельность М. М. Бекчурина многогранна.
Главным его достижением как лингвиста, является разработка одного из первых российских пособий по восточным языкам, которым стало «Начальное руководство к изучению арабского, персидского и татарского языков, с кратким объяснением существующих в Оренбургском крае наречий башкир и киргизов и с приложением к нему русско-персидско-татарских слов, разговоров и прописей», изданное в 1859 году. В 1869 в дополненном виде это руководство издается второй раз под названием «Начальное руководство к изучению арабского, персидского и татарского языков с наречиями бухарцев, башкир, киргизов и жителей Туркестана и с русско-персидско-татарскими словами, расположенными по предметам, разговорами и прописями». В этих руководствах М. М. Бекчуриным впервые даются систематизированные сведения по лексике, фонетике и грамматике восточных языков в сопоставлении и сравнительном анализе, приводятся примеры фольклора и книжной письменности, тематические словари, разработанные автором.
14 января 1868 года  М. М. Бекчурин был избран действительном членом Оренбургского отдела Русского географического общества и активно включился в его работу. В 1868 году он представляет собранные им образцы нефти и нефтесодержащей породы из открытого им в казахской степи в 1867 году месторождения. В 1869 году общему собранию Оренбургского отделения им был представлен доклад «О состоянии нашей среднеазиатской торговли», в котором были предприняты попытки выявить причины низких цен на российские товары в регионе. В качестве таких причин М. М. Бекчурин в своем докладе указал на внешнеполитическую нестабильность и борьбу за власть внутри Бухарского эмирата. В 1872 году в «Записках Оренбургского отдела Русского Географического Общества» он публикует статью «Наши завоевания 1866 г. в Средней Азии», посвященную топографическому, историческому и статистическому описанию городов за Сырдарьей, присоединенных к Российской империи. В этом же журнале в 1875 году выходит и его записка, посвященная необходимости строительства железной дороги в Среднюю Азию через территорию Оренбургской губернии.
Отдельного внимания заслуживает сборник историко-этнографических и публицистических статей М. М. Бекчурина «Туркестанская область», который вышел в 1872 году. В нём предпринимается попытка охарактеризовать природно-географические условия, экономику, быт и культуру населяющих Туркестан народов. Учёный подвергает критике восточный деспотизм, характерный для этого региона, национальную самоизоляцию, религиозный фанатизм. Особое место уделяется необходимости реформирования системы образования в которой властвовали схоластические методы преподавания. Здесь М. М. Бекчурин выступал за обучение мусульманских девочек наравне с мальчиками, внедрение в систему образования светских дисциплин. Залогом полноценного развития региона М. М. Бекчурин видит широкое внедрение научных достижений европейских наук в промышленность и сельское хозяйство, расширения экономических и культурных связей между народами региона за счет развития торговли и хлопководства, строительства железных дорог.
Многие годы М. М. Бекчурин собирал башкирский фольклор, некоторые образцы которого он использовал в процессе обучения. Из его работ в области фольклористики следует отметить публикацию на башкирском языке сказок «Три брата» и «О смелом падишахе» . Также в 1870 году он выступает в качестве редактора сборника башкирских и татарских песен И. П. Покровского в переводе Батыршина, в котором было представлено 200 народных песен.
Он также успешно продвигался по карьерной лестнице. В 1846 году Бекчурин получает чин коллежского секретаря, в 1853 — титулярного советника, в 1857 — коллежского асессора, 1861 — надворного советника, 1865 — коллежского советника, в 1869 — статского советника. С 1878 года уходит в отставку в чине действительного статского советника, но продолжает работать в качестве внештатного чиновника особых поручений губернской канцелярии.
В 1885 году он рассматривался в качестве кандидата на должность муфтия Оренбургского Магометанского духовного собрания. В записке, направленной по этому поводу командующим войском Оренбургского военного округа Н. А. Крыжановским в Министерство внутренних дел «О магометанах Восточной полосы России», характеризуется как отставной действительный статский советник Бекчурин родом из касимовских татар, был учителем восточных языков, знает арабский, персидский, турецкий и татарский.
Был действительным членом, а с 1890-х годов председателем Оренбургской Ученой архивной комиссии.

## Общественная деятельность
Общественная деятельность М. М. Бекчурина многогранна. Он был попечителем 1-й соборной мечети Оренбурга, членом-учредителем Общества попечения о раненых и больных воинах, действительным членом Общества вспомоществования бедным Оренбурга, входил в Оренбургский губернский статистический комитет. Будучи уже в отставке, он в 1881—1884 годах избирается членом Оренбургской дворянской опеки. В 1884—1885 годах и в 1891—1893 годах является торговым депутатом Оренбурга. С 1887 по 1893 год М. М. Бекчурин является гласным Оренбургской городской думы и входит в состав её комиссии по организации первой городской библиотеки. С 1888 по 1900 год служит одним из директоров Оренбургского губернского тюремного комитета.

## Награды
- Орден Святого Станислава 3-й степени (1864);
- Орден Святого Станислава 2-й степени (1866);
- Орден Святого Владимира 4-й степени (1867);
- Орден Святой Анны 2-й степени (1869);
- Орден Святого Владимира 3-й степени (1873).

## Опубликованные труды
- Бекчурин, Мир-Салих. Начальное руководство к изучению арабского, персидского и татарского языков с наречиями бухарцев, башкир, киргизов и жителей Туркестана, и с русско-персидско-татарскими словами, расположенными по предметам, разговорам и прописями. Сост. Мир-Салих Бекчурин, препод. восточ.яз. Изд.2-е, доп. — Казань: тип. имп. Ун-та, 1869, 159 с. 4 л. прописей.
- Бекчурин М.-С. Туркестанская область: заметки статского советника … — Казань, 1872.
- Бекчурин М. М. Батыр батшанын хикәйәте //Березин И. Н. Турецкая хрестоматия. Казань, 1876.